# Міхеєв Олександр Васильович
Олександр Васильович Міхеєв (26 серпня 1964, Севастополь) — радянський та український футболіст, який грав на позиції захисника та півзахисника. Відомий за виступами насамперед у складі севастопольської «Чайки» в другій лізі, у складі якої зіграв понад 170 матчів, та у складі сімферопольської «Таврії» у першій та другій лігах, у складі якої був чемпіоном УРСР серед команд другої ліги СРСР.

## Клубна кар'єра
Олександр Міхеєв народився в Севастополі. У 1981—1982 роках знаходився у складі команди другої ліги «Атлантика» з Севастополя, проте на поле не виходив. У 1983 році став гравцем команди першої ліги «Таврія» з Сімферополя, зіграв у першому сезоні 7 матчів за клуб. Наступного сезону Міхеєв зіграв ще 6 матчів за клуб у чемпіонаті, та 2 матчі в Кубку СРСР, проте за підсумками сезону команда вибула до другої ліги. У 1985 році «Таврія» виграла зональний чемпіонат, який одночасно давав звання чемпіона УРСР, проте команда не зуміла перемогти у перехідному турнірі, та повернутися до першої ліги. У 1986 році Міхеєв грав у складі команди другої ліги «Торпедо» із Запоріжжя.
У 1987 році Олександр Міхеєв повернувся до складу севастопольської команди другої ліги, яка на той час виступала під назвою «Чайка». У складі команди виступав протягом чотирьох сезонів, став одним із основних футболістів захисної ланки команди. За чотири сезони провів у складі «Чайки» 171 матч чемпіонату. З 1991 року грав у складі аматорської команди «Море» з Феодосії, а в 1992 році грав у складі феодосійської команди в перехідній лізі. Після 1992 року завершив виступи на футбольних полях.

## Досягнення
- Переможець Чемпіонату УРСР з футболу 1985, що проводився у рамках турніру в шостій зоні другої ліги СРСР.